# John Biby
John Edward Biby junior (* 28. Februar 1912 in Los Angeles; † 23. März 2002 in Newport Beach) war ein US-amerikanischer Segler.

## Erfolge
John Biby, der für den California Yacht Club segelte, wurde 1932 in Los Angeles bei den Olympischen Spielen in der 8-Meter-Klasse Olympiasieger. Er war Crewmitglied des von Skipper Owen Churchill angeführten Bootes Angelita, das sämtliche vier Wettfahrten gewann und damit vor dem einzigen anderen Boot, der Santa Maria aus Kanada, den ersten Platz belegte. Neben Biby und Churchill erhielten die übrigen Crewmitglieder Pierpont Davis, Karl Dorsey, Alphonse Burnand, Thomas Webster, William Cooper, Robert Sutton, John Huettner, Alan Morgan, Richard Moore und Kenneth Carey die Goldmedaille.
Nachdem er für kurze Zeit die University of Washington besucht hatte, wechselte er an die University of California, Los Angeles, an der zu der Zeit auch William Cooper und Richard Moore studierten. 1933 schloss er dort sein Studium in Wirtschaftswissenschaften ab. Zwar besuchte er im Anschluss auch die Stanford Law School, brachte das Studium aber nicht zu Ende. Ab 1935 arbeitete er für die Douglas Aircraft Company.